# Клеванське князівство
Кле́ванське князівство — удільне васальне князівство 15-18 ст. у Великому князівстві Литовському (від 1569 — Речі Посполитій). Включало землі на Волині з центром у місті Клевань (нині у Ровенській області, Україна). Перебувало у володінні роду Чорторийських.

## Історія
Про початок утворення Корецького уділу замало відомостей. Ймовірно десь до 1440 року. Передавалося пожиттєво різних представникам династії Гедиміновичів. Титул князь Клеванський вперше зустрічається в письмових актах від 5 лютого 1442 року, де мова йде про розподіл земель серед синів князя Василія Чорторийського.
В 1446 році великий князь Свидригайло віддав Клевань Михайлу Чорторийському (до 1914 року грамота передачі зберігалася в Клеванському храмі). Втім остаточноКлеванське князівство з правом передачі у спадок перейшло до Чорторийських 1458 року грамотою Казимира IV. В 1475 році у Клевані розпочато будівництво кам'яного замку, рештки веж якого збереглися до тепер. З цього часу Клеванське князівство було поєднано з Чорторийським.
Клеванське князівство в якості самостійного уділу було відновлено актом 19 червня 1547 року, коли чорторийський князь Олександр Федорович передав його молодшому брату Івану. У 1555 році останній виграв суперечку з Радзивіллами за Клеванські ґрунти, Смошев, Лихорчизну і Городище. Його нащадки титулувалися «князями на Клевані». Напочатку XVII ст. перейли в католицтво.
У 2-й пол. XVII ст. фактично втратило свій автономний статус, перетворившись на значне земельне володіння. В якості формально удільного володіння існувало до 1793 року (Дургого поділу Речі Посполитої), ліквідовано рішення російського уряду.

## Управління
Князі не підлягали місцевій адміністрації (повітовій чи воєводській), лише в деяких питаннях великому князю литовському чи польському королю. Тут безроздільно панувало князівське право (лат. jus ducale), завдяки чому вона фактично перетворилася на державу в державі. Суверенність землеволодіння відносилася до засадничих елементів княжого права. Також правителя Острозького князівства виводили власні збройні загони (почти) під родовим гербом, а корогвами Волинського воєводства.